# Ratusz gminy Janów
Ratusz gminy Janów – dawny budynek administracyjny gminy Janów, a obecnie Zakład Opieki Długoterminowej, wzniesiony w latach 1929–1930 w stylu modernistycznym autorstwa Tadeusza Michejdy. Gmach ten znajduje się w Katowicach przy ulicy Szopienickiej 59, w dzielnicy Janów-Nikiszowiec.

## Historia

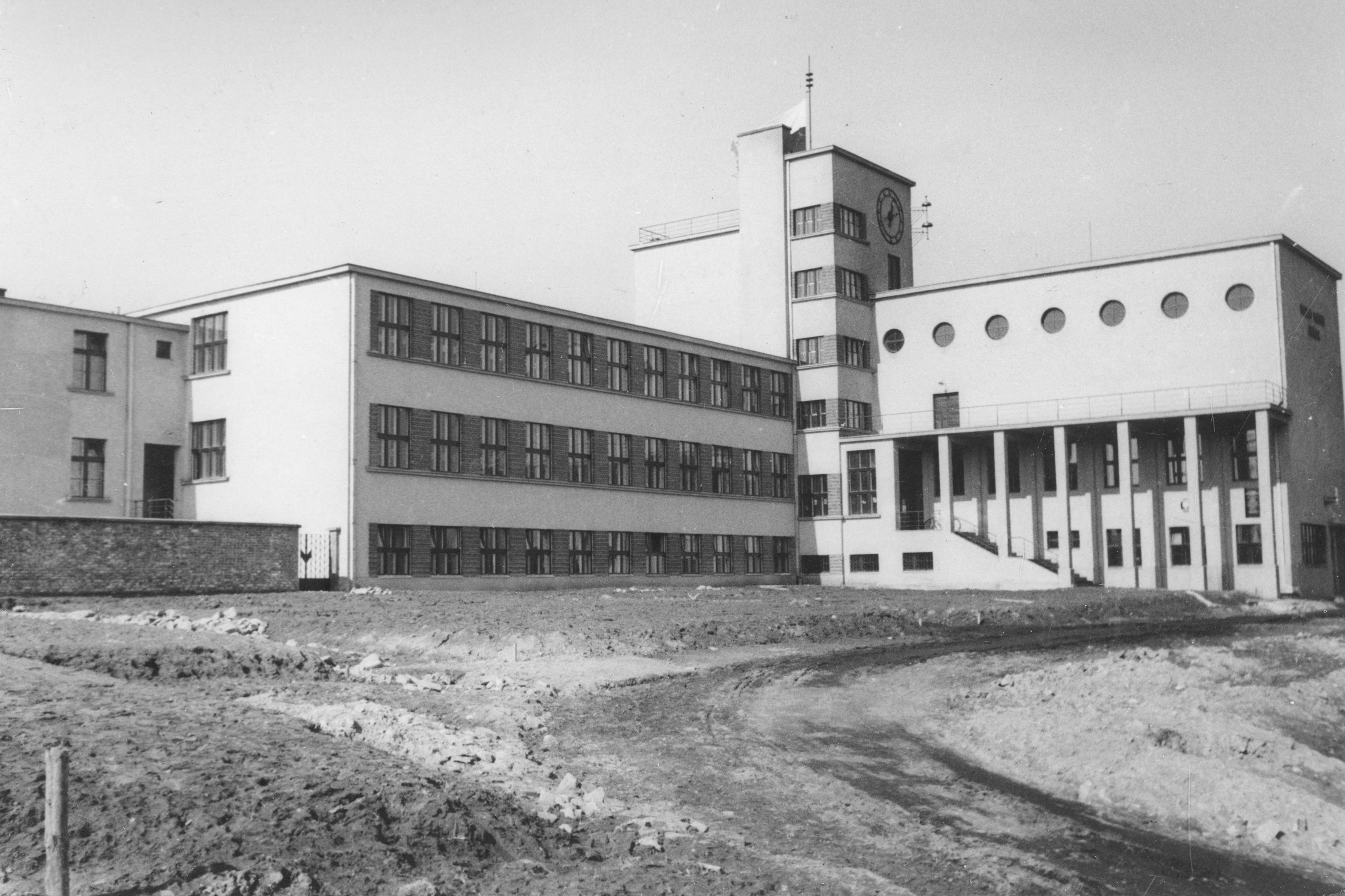
Budynek urzędu gminy Janów w latach międzywojennych

1 sierpnia 1924 roku powołano gminę Janów, która obejmowała Janów wraz z osiedlem Nikiszowiec oraz Giszowiec. Nowa gmina potrzebowała urzędu, dlatego też zadecydowano o budowie nowego obiektu. Teren, na którym odbyła się budowa znajdował się przy ul. Sosnowieckiej 10 (dzisiejsza ul. Szopienicka 59). Plany nowej siedziby przygotował architekt z Katowic – Tadeusz Michejda. Najprawdopodobniej zarząd gminy formalnie uchwalił potrzebę utworzenia gmachu już w 1928 roku, natomiast Rada Gminy Janowa zatwierdziła pierwsze plany 29 lutego 1929 roku. Gmina pragnęła wyrazić swoją zasobność, wybierając cenionego architekta oraz planami, w których urząd miał wyróżniać się swoim rozmiarem. Tadeusz Michejda zaprojektował nie tylko budynek, ale i jego wyposażenie. Pozwolenie na budowę urzędu zostało przydzielone 3 sierpnia 1929 roku. Prace przeprowadzało przedsiębiorstwo A. Krafczyka z Mysłowic. Odbiór obiektu w sranie surowym odbył się 16 kwietnia 1930.
Na początku 1931 roku zakończyły się przenosiny urzędu gminy do nowej siedziby. Do 1939 roku w obiekcie znajdował się również posterunek policji województwa śląskiego. W latach 1939–1945 znajdował się tu niemiecki zarząd gminy, a w latach 1945–1951 ponownie powstał Urząd Gminy Janów, który przestał istnieć 1 kwietnia 1951, gdy Giszowiec, Janów i Nikiszowiec włączono do nowo powstałego miasta – Szopienice. Wszelkie usposobienie dawnej gminy przejęto przez zarząd miejski oraz Miejską Radę Narodową w Szopienicach.
Po utracie samorządowych funkcji budynek służył ówczesnemu Szpitalowi Miejskiemu. W 1964 roku utworzono na północ od budynku nowe pawilony, które miały być tymczasowe na okres remontu generalnego dawnego ratusza. Mimo tego istnieją do dziś, a po remoncie stały się siedzibą Centrum Medycznego Mavit. Obecnie w gmachu dawnego urzędu gminnego mieści się Zakład Opieki Długoterminowej należący do spółki Epione.
Obiekt stał się wzorcem dla dzisiejszego ratusza w Warszawie-Białołęce zbudowanego w 1997 roku, który został zaprojektowany przez Grzegorza Staisnego, Jakuba Wacławka oraz ich współpracowników. Obiekt wpisano do rejestru zabytków 2 lipca 2020 roku (nr rej. A/669/2020).

## Architektura
Jest to wielobryłowy budynek z mocno zaakcentowanym zegarem. Gmach został utworzony na terenach zagrożonych szkodami górniczymi, dlatego też z tego powodu zastosowano bankiety, stropy, mury wykonane z cegły. Budynek posiada płaskie dachy, które pierwotnie były wyposażone w izolację cieplną z wełny drzewnej oraz betonu żużlowego. Główny korpus charakteryzuje się formą wieży zegarowej zwieńczonej belwederem w postaci nadbudówki z tarasem nad najwyższą kondygnacją. Obiekt został ustawiony na wysokim cokole z piaskowca. 
Wnętrze gmachu urzędu pierwotnie charakteryzowało się pomieszczeniami, w których zastosowano zwykłą wyprawę i sufity gipsowe. Wstawiono witraże w oknach oraz marmurowe wykładziny w sali posiedzeń. Poręcze balkonów i schodów zostały wykonane z żelaza. W biurach oraz części mieszkalnej zostały położone dębowe parkiety.
Gmach jest złożony z trzech brył. Jedna z nich miała służyć jako mieszkanie naczelnika. Na pierwszym piętrze części urzędowej pierwotnie znajdowała się m.in. sala zebrań rady gminnej, urząd okręgowy, biuro policji budowlanej, urząd stanu cywilnego, kancelaria naczelnika i sekretarza, biuro sekretarza gminy oraz sala konferencyjna.  